# Ațel
Ațel es una comuna ubicada en el distrito de Sibiu, Rumania.

## Superficie
Posee una superficie de 39,02 kilómetros cuadrados.

## Demografía
Hasta 2021 la población era de 1263 habitantes, con una densidad de población de 32,37 habitantes por kilómetro cuadrado.